# Bocas del Toro (stad)
Bocas del Toro is de hoofdstad en gemeente (in Panama un distrito genoemd) van de gelijknamige Panamese provincie Bocas del Toro. De kleine stad is gelegen op een schiereiland in het zuidoosten van het eiland Colón, het noordelijkste eiland van een archipel voor de Caribische noordwestkust van Panama. 
In 2015 had de stad 19.000 inwoners. De gemeente bestaat uit devolgende vijf deelgemeenten (corregimiento): Bocas del Toro (de hoofdplaats, cabecera), Bastimentos, Cauchero, Punta Laurel en Tierra Oscura.
De stad is het toeristische centrum van de archipel. Men is er gespecialiseerd in ecotoerisme en all-inclusive-toerisme. Er bevinden zich onder andere meerdere hotels, jeugdherbergen en restaurants in Bocas del Toro. Alle locaties op het eiland zijn, met uitzondering van het regenseizoen, eenvoudig met de fiets te bereiken, die dan ook overal te huur zijn. Naast het eiland Colón trekken ook de naburige eilanden, vooral het eiland Bastimentos toeristen. Door de ongerepte mangrovebossen en koraalriffen komen veel toeristen hier ook voor het scubaduiken en snorkelen.
De stad kan in zo'n dertig minuten met een watertaxi vanaf Almirante op het vasteland bereikt worden. Er bevindt zich ook een klein vliegveld met vluchten op Panama-Stad.